# Endeldarm
De endeldarm of in het Latijn rectum is bij zoogdieren het laatste deel van de dikke darm. De endeldarm heeft bij mensen een S-vorm. De ontlasting (faeces) verzamelt zich in de endeldarm, om vervolgens via de anus (die via de anaalsfincter als kringspier fungeert) het lichaam te verlaten. De stoelgang (defecatie), wordt door het afferente zenuwstelsel opgewekt, wanneer de endeldarm voldoende is gevuld. Het anaal kanaal is het laatste deel van de endeldarm.
Aandoeningen van het rectum:
- Proctitis: lokale ontsteking van het slijmvlies van het rectum.
- Rectocèle: uitzakken van een kluwen darmlissen.
- Prolapsus ani et recti: naar buiten stulpen van darmslijmvlies.
- Ontlastingincontinentie: onvermogen om ontlasting op te houden.
- Anaal spasme: pijn in de anus of laag in het rectum, die vooral 's nachts optreedt, zeer hevig kan zijn en doorgaans spontaan na 10 à 30 minuten verdwijnt.
- Endeldarmkanker: kwaadaardige tumoren geven aanleiding tot slijm- of bloedverlies en valse stoelgangdrang. De diagnose van rectum- of endeldarmkanker wordt meestal na een endoscopie gesteld.

De endeldarm is bij mensen 15 à 20 cm lang.

## Naamgeving

### Algemeen
Bij de naamgeving van de endeldarm zijn er drie hoofdgroepen te onderscheiden met voor elke groep een eigen onderliggende betekenis. De eerste groep heeft als onderliggende betekenis: recht, de tweede groep: einde en de laatste groep: begin. Daarnaast is er nog een vierde restgroep.

### I. Recht: Intestinum rectum

#### Ontleningen
De Latijnse naam intestinum rectum wordt al sinds jaar en dag gebruikt in de officiële Latijnse nomenclatuur voor de anatomie (Terminologia Anatomica, voorheen Nomina Anatomica), met of zonder toevoeging van het woord intestinum. De naam zou al in gebruik zijn geweest aan het begin van onze jaartelling en is terug te vinden bij de Romeinse encyclopedist Aulus Cornelius Celsus. Tijdens de middeleeuwen zijn er in het anatomische Latijn vooral andere termen voor de endeldarm in zwang, waaronder begrippen afkomstig uit de Latijnse vertalingen van werken uit het Arabisch. In het Magnum Opus De humani corporis fabrica libri septem (Zeven boeken over de bouw van het menselijk lichaam) van de zestiende-eeuwse anatoom Andreas Vesalius komt het begrip intestinum rectum gewoon weer voor. Vesalius verving in zijn De Fabrica veel Arabische en middeleeuws-Latijnse woorden door goede Latijnse benamingen. Uit verschillende anatomische werken, gepubliceerd in de tussenliggende periode tot aan de eerste uitgave van de Nomina Anatomica uit 1895, blijkt dat het begrip gebruikelijk bleef.
De Latijnse woorden rectum en intestinum betekenen respectievelijk rechte en darm. Deze naam komt ook als letterlijke vertaling voor in het Nederlands als rechte darm en in het Engels als straight gut of straight intestine. In het Engels betekent straight, "recht" en zowel gut als intestine betekenen: darm. In andere talen, zoals het Italiaans (retto), het Spaans en Portugees (recto) zijn herkenbare varianten van rectum ontstaan. In sommige talen is de spelling van rectum volledig ongewijzigd, zoals in het Frans, in het Engels en in het Nederlands of is de spelling licht gewijzigd, zoals bij Rektum in het Duits en in het Zweeds. Bij de laatstgenoemde voorbeelden is het gebruik veelal beperkt tot het wetenschappelijk taalgebruik.
Naast deze verkorte vormen, bestaan er ook langere vormen, met de toevoeging van het woord darm. Het Spaans voor darm is intestino,  terug te zien in de volledige vorm intestino recto. Al veel eerder, in de zestiende en zeventiende eeuw, was deze vorm terug te vinden bij de Spaanstalige anatomen als intestino recto en intestino reto.

#### Overeenkomst met andere woorden
In de naam intestinum rectum is rectum gewoon het onzijdige bijvoeglijk naamwoord voor recht. Binnen het anatomische Latijn is het vrij gebruikelijk om intestinum weg te laten en rectum zelfstandig te gebruiken. Het woord rectum is echter niet uniek. Er zijn meer woorden in het klassieke Latijn die een substantivering waren van het bijvoeglijke naamwoord rectum. Zo kon rectum ook verwijzen naar het goede, rechtvaardigheid of deugd. Het woord rectum was zelf afgeleid van het werkwoord regere. Dit Latijnse werkwoord kon zowel richten of rechthouden betekenen, alswel leiden besturen, of regeren, maar ook het  mennen van paarden. Het bijvoeglijk naamwoord rectum is dan ook te lezen als rechtuit leiden of in een rechte lijn bekeken.
Niet alleen in het Latijn is door de afleiding van het bijvoeglijk naamwoord voor recht een grote overeenkomst ontstaan tussen dit bijvoeglijke naamwoord, de woorden afgeleid van dit bijvoeglijk naamwoord en het woord voor endeldarm. Ook in bepaalde Romaanse talen komt het woord endeldarm nog overeen met het bijvoeglijk naamwoord voor recht in desbetreffende taal. In het Spaans wordt voor het bijvoeglijk naamwoord recht zowel derecho als recto gebruikt. Het woord recto kan dus zowel recht als endeldarm aanduiden in het Spaans. Ook zien we de zelfstandige naamwoorden recto (Spaans) en rectum (Latijn) terug in de betekenis van rechtvaardigheid. Binnen de anatomie kan recto ook de verkorte naamgeving zijn van een músculo recto. Het bijvoeglijk naamwoord  derecho werd overigens ook gebruikt door de Spaanstalige anatomen uit de 15e, 16e en 17e eeuw om naar de endeldarm te verwijzen in namen zoals intestino derecho en tripa derecha. Het woord tripa betekent overigens net zoals intestino darm. In 1493 gebruikte Cauliaco naast het Latijnse rectum de Spaanse vertaling derecho (zonder intestino of tripa).
In het Italiaans is er wel een onderscheid ontstaan. De Italiaanse bijvoeglijke naamwoorden diretto en ritto zijn beide vertalingen van het bijvoeglijk naamwoord recht, maar niet van het zelfstandige naamwoord endeldarm. Het woord ritto is overigens wel afgeleid van het Latijnse bijvoeglijke naamwoord rectus.
In het Frans wordt er naast rectum (niet aangepast aan de Franse taal) ook nog de 'vertaling' intestin droit gebruikt. Droit is afgeleid van het Latijnse woord directus, 'recht gelegd'.

#### Vertaling uit het Oudgrieks
De vraag is natuurlijk wel waarom dit in de mens gekromde darmstuk de naam rechte darm draagt. De Latijnse naam intestinum rectum is een vertaling van het Oudgriekse begrip ἀπευθυσμένον ἔντερον. Net zoals intestinum betekent het Oudgriekse woord ἔντερον darm. Het woord ἀπευθυσμένον is afgeleid van het werkwoord ἀπευθύνειν, (weer) recht maken, of richten, sturen. Dit werkwoord is afgeleid van het bijvoeglijke naamwoord εὐθύς, recht of rechtvaardig. In dat opzicht is er een betekenisovereenkomst met het Latijnse bijvoeglijk naamwoord rectum.
Deze naam kwam het eerst voor bij de Griekse arts Galenus. Het begrip komt verlatijnst voor als apeuthysmenon en apeuthysmenos. Galenus werd geboren in de tweede eeuw v.Chr. in Pergamon in Klein-Azië. Tijdens zijn werkzame leven verbleef hij het grootste gedeelte van de tijd in Rome. Het was in de klassieke oudheid gebruikelijk om anatomisch onderzoek vooral op dieren en niet op mensen uit te voeren. Galenus vormde daarop geen uitzondering en hij heeft tijdens zijn loopbaan verschillende soorten dieren ontleed, zoals apen, varkens, schapen, beren, muizen en zelfs een olifant, maar geen mensen. Vaak gebruikte hij berberapen of resusapen. In het oude Rome waren deze aapjes alomtegenwoordig als huisdier. Men kon ze gewoon kopen op de markt, waar Galenus overigens ook zijn experimentele werk uitvoerde. Bij het onderzoek naar de endeldarm maakte Galenus dus gebruik van een dierlijk kadaver. Naar verluidt zou het ook hier zijn gegaan om een resusaap. In zijn onderzoekingen vond hij dit stuk darm gestrekt in plaats van gekromd (S-vorm), zoals gebruikelijk is bij de mens.
Er zijn meer woorden uit het anatomisch Latijn, gebaseerd op Oudgriekse woorddelen, die hetzelfde begrip recht uitdrukken. Met vrijwel dezelfde betekenis komen de namen  euthyenteron en euthyenterum met εὐθύς voor recht(uit) voor.
De naam zoals Galenus die gaf aan de endeldarm wordt in het Nieuwgrieks niet meer gebruikt. De Grieken gebruiken heden ten dage de naam ορθό, ook eerder geschreven als ὀρθόν. Zowel in het Oud- als het Nieuwgrieks betekent dit woord ook gewoon recht (onzijdig bijvoeglijk naamwoord), te herkennen in bijvoorbeeld 'orthogonaal' (met rechte hoek).
De naam ἀπευθυσμένον ἔντερον, alsmede alle vormen die ervan zijn afgeleid, zoals ‘intestinum rectum’, ‘rectum’, rechte darm enzovoort, komen dus niet overeen met de werkelijke vorm van de endeldarm in de mens.

#### Afleidingen
Er zijn tal van begrippen afgeleid van (intestinum) rectum in het anatomisch Latijn, zoals het bijvoeglijk naamwoord rectalis, alsmede samenstellingen met het woorddeel rect-.

### II. Einde: Endeldarm
Bij de beschrijving van de darmen begint men vaak met de beschrijving van de twaalfvingerige darm om te eindigen met de endeldarm als laatste darmstuk. De Nederlandse naam endeldarm sluit aan bij deze indeling. In deze naam is het deel 'endel' gevormd van 'e(i)nde', naar het voorbeeld van 'middel'. In het Nederlands komt men soms ook het synoniem einddarm tegen. In een aantal andere Germaanse talen zijn overeenkomstige begrippen te vinden. In het Duits zijn er in de loop der tijd verschillende begrippen voor de endeldarm gebruikt, waaronder Enddarm en Darmende. Het Deens kent endetarm, het Zweeds kent ook nog ändtarm en het Noors endetarm. In het Deens en Noors is ende einde of achterste, in het Zweeds is de schrijfwijze hiervoor ända.
Vanwege het feit dat de officiële nomenclatuurcommissie in haar uitgave uit 1895 de morfologisch bezien kwestieuze naam intestinum rectum gebruikte, werden er voorstellen gedaan om de naam te wijzigen. De Duitse anatoom en embryoloog Hermann Triepel stelde ook voor om intestinum terminale te gebruiken. Het Latijnse terminalis betekent namelijk 'met betrekking tot de (eind)grens'. In zowel het Italiaans als het Frans komen soortgelijke begrippen voor, namelijk intestino terminale en intestin terminal. Als reactie op dezelfde uitgave van de Nomina Anatomica uit 1895 stelde de gynaecoloog Kossmann om het begrip eschaton te gebruiken. Dit begrip, afgeleid van Oudgrieks ἔσχατον, eind/laatste komt eveneens in betekenis overeen met de andere benamingen uit deze groep.
In de opvolgende Nomina Anatomica, zoals geratificeerd in Jena in 1935, werd het begrip intestinum terminale toegevoegd als officieel synoniem met een verwijzing naar het feit dat de Latijnse vertaling van het Oudgriekse begrip van Galenus: intestinum rectum, eigenlijk niet passend is voor de endeldarm van de mens. Omdat het begrip intestinum rectum echter zo ingeburgerd was, werd het begrip als hoofdbegrip behouden. De uitgave van de Nomina Anatomica, geratificeerd in Parijs in 1955, liet het synoniem intestinum terminale weer achterwege.

### III. Begin
In tegenstelling tot de huidige beschrijving van de darmen, beginnend bij de twaalfvingerige darm en eindigend bij de endeldarm, beschreven sommige anatomen en artsen uit het oude Griekenland de darmen in de omgekeerde volgorde. De Griekse artsen Hippocrates en Galenus gaven aan de endeldarm de naam ἀρχός. Dit begrip is afgeleid van/verwant met het Oudgriekse werkwoord ἄρχειν, beginnen. De Latijnse naam intestinum princeps, of verkort princeps sluit hierbij aan, aangezien princeps 'eerste' kan betekenen. Het Nederlandse prins is ervan afgeleid.
In overeenkomst daarmee gaf de Griekse anatoom Julius Pollux de twaalfvingerige darm, het darmstuk dat we nu als beginstuk zien, een naam in het Oudgrieks, τέλος ἐντέρου (einde-van de darm),  dat einde aanduidt. Door de Griekse filosoof Aristoteles wordt ἀρχός in de betekenis van anus gebruikt. Anderen wijzen erop dat Hippocrates ἀρχός juist in de betekenis van anus gebruikte en Aristoteles in de betekenis van endeldarm. Dit begrip is verlatijnst tot archos en archon. Overigens is verwisseling van de begrippen voor de anus en de endeldarm niet ongebruikelijk binnen de anatomie. In de middeleeuwen werd het woord anus ook voor de endeldarm gebruikt.
Het Duitse Arsch, waarmee het Nederlandse aars verwant is, zou volgens sommigen afgeleid kunnen zijn van ἀρχός, het Oudgriekse woord voor anus of endeldarm. Tal van bronnen brengen echter het Duitse Arsch en het Nederlandse aars in verband met het woord ὀρρός, het Oudgriekse woord voor stuitbeen. Ondanks dat over de onderliggende betekenis getwist kan worden, sluiten de Nederlandse naam aarsdarm en de Middel-Hoogduitse naam Arsdarm voor endeldarm aan bij de theorie dat endeldarm afgeleid is van ἀρχός, het Oudgriekse woord voor anus of endeldarm.

### IV. Rest

#### Vet
In het Duits wordt de endeldarm onder andere de Mastdarm genoemd. Deze naam is afgeleid van het niet meer gebruikte woord Mast voor vet. De naam Mastdarm laat zich vooral verklaren uit het verschijnsel van vetafzetting in de endeldarm bij vetgemeste (huis)dieren. In het Duits komt overeenkomstig ook nog Fettdarm en fetter Darm voor de endeldarm voor. De Latijnse naam intestinum pingue, al bekend in de middeleeuwen, met pingue als onzijdig bijvoeglijk naamwoord met betekenis 'vet', sluit daarbij aan.

#### Holte
In het Italiaans werd voorheen ook het begrip culo gebruikt voor de endeldarm als wel voor de anus. Dit woord is afgeleid van het Latijnse culus die de schrijver Marcus Valerius Martialis gebruikte in de betekenis van anus. Dit begrip wordt ook wel vertaald met achterste. Het woord culus zou eventueel verwant kunnen zijn aan het Oudgriekse κοῖλος, hol.

#### Mestzak
In het Latijn komt men bij de kerkvader Arnobius van Sicca het begrip stercoris uter tegen voor de endeldarm. Een uter was in het Latijn een (lederen) zak.. Het begrip stercus verwees naar drek of mest. Arnobius van Sicca verwees hiermee eigenlijk naar mestzak. Het Spaanse begrip tripa del cagalar voor endeldarm, ook terug te vinden bij zestiende-eeuwse Spaanstalige anatomen, komt hier duidelijk mee overeen, aangezien cagada uitwerpselen, cagalera diarree en cagar kakken, schijten betekent.
Mond · 
Huig · 
Keel · 
Farynx · 
Strotklepje · 
Slokdarm · 
Maag · 
Twaalfvingerige darm · 
Papil van Vater · 
Alvleesklier · 
Lever · 
Galblaas · 
Nuchtere darm · 
Kronkeldarm · 
Dunne darm · 
Blindedarm · 
Wormvormig aanhangsel · 
Dikke darm · 
Endeldarm · 
Anus